# 沈衍慶
沈衍庆（1813年—1853年），字槐卿，安徽石埭人。清朝进士、知县。

## 生平
沈衍庆为道光十六年（1836年）进士，先后任江西兴国、泰和知县。道光二十五年（1645年），调鄱阳县，期间尽力围剿盗贼，赈抚水灾。咸丰二年（1852年），太平军攻占湖北武昌，衍庆请兵驻守康山，控制鄱阳门户。三年（1853年），九江陷落，谣言四起，居民逃亡，无法禁止。衍庆率兵勇巡视东门，人心始定。因南昌被围，衍庆应江西巡抚张芾檄文前往救援，并会同各省清军与太平军交战获胜。太平军残部转而向东，衍庆恐怕鄱阳有危，向巡抚申请返回。当时鄱阳县事务暂时交与乐平令李仁元统摄，衍庆与其商议防守事宜。最终太平军攻至鄱阳，衍庆与仁元共同力战，城破而死。朝廷追赠道衔，并在鄱阳立祠纪念。《清史稿》将其列入《忠义传》。

## 著作
著有《槐卿遺稿》六卷。

## 延伸阅读
[在维基数据编辑]
 《清史稿·卷491》，出自趙爾巽《清史稿》